# Портленд Тімберз (1975—1982)
«Портленд Тімберз» (англ. Portland Timbers) — колишній американський професіональний футбольний клуб, що базувався в Портленді, штат Орегон. Команда виступала в Північноамериканській футбольній лізі (NASL) з 1975 по 1982 рік.

## Історія
У січні 1975 року NASL нагородила розширенням франчайзингу Портленд, штат Орегон. Назву для нового футбольного клубу було обрано 8 березня 1975 року серед більш ніж 3000 найменувань у відкритому конкурсі.
У своєму першому сезоні 1975 року «Тімберз» вийшли у фінал плей-оф (Соккер Боул), де програли команді «Тампа-Бей Раудіс» з рахунком 0:2. Саме в цьому сезоні команда переїхала в центр міста Портленд і стала відома як «Соккер Сіті США».
Незважаючи на вихід в фінал у своєму першому сезоні, вони на потрапили в плей-оф у 1976 та 1977 роках. Лише у 1978 році футболісти вийшли в плей-оф і дійшли до півфіналу, де поступились «Нью-Йорк Космосу».
Після цього два сезони команда знову не могли вийти в плей-оф і лише 1981 року востаннє зіграла у плей-оф, вилетівши вже у першому раунді.
Команда була розформована в кінці сезону 1982 року, за результатами якого команда знову не вийшла в плей-оф, а заробітна плата гравців перевищила командні доходи.

### Сезони
| Рік     | Ліга        | В  | П  | О   | Регулярний сезон                 | Плей-оф               | Середня відвідуваність |
| ------- | ----------- | -- | -- | --- | -------------------------------- | --------------------- | ---------------------- |
| 1975    | NASL        | 16 | 6  | 138 | 1-ше, Західний дивізіон          | Програш у Soccer Bowl | 14,503                 |
| 1976    | NASL        | 8  | 16 | 71  | 4-те, Західний дивізіон          | Не кваліфікувались    | 17,429                 |
| 1977    | NASL        | 10 | 16 | 98  | 4-те, Західний дивізіон          | Не кваліфікувались    | 13,216                 |
| 1978    | NASL        | 20 | 10 | 167 | 2-ге, Західний дивізіон          | Півфінал              | 11,803                 |
| 1979    | NASL        | 11 | 19 | 122 | 4-те, Західний дивізіон          | Не кваліфікувались    | 11,172                 |
| 1980    | NASL        | 15 | 17 | 133 | 4-те, Західний дивізіон          | Не кваліфікувались    | 10,210                 |
| 1980–81 | NASL Indoor | 10 | 8  | —   | 2-ге, Західний дивізіон          | Перший раунд          | 5,229                  |
| 1981    | NASL        | 17 | 15 | 141 | 3-тє, Північно-західний дивізіон | Перший раунд          | 10,516                 |
| 1981–82 | NASL Indoor | 7  | 11 | —   | 2-те, Західний дивізіон          | Не кваліфікувались    | 5,073                  |
| 1982    | NASL        | 14 | 18 | 122 | 4-те, Західний дивізіон          | Не кваліфікувались    | 8,786                  |

### Головні тренери
- Вік Кроу (1975–1976), (1980–1982)
- Браян Тілер (1977)
- Дон Мегсон (1978–1979)

## Відомі гравці
- Пітер Віт
- Роб Ренсенбрінк
- Віллі Донахі